# Calle Madrid (Getafe)
La calle Madrid es una de las más importantes de la ciudad de Getafe (Comunidad de Madrid, España). Este viario atraviesa el centro del casco urbano de sur a norte. Comienza en la plaza de la Constitución (extremo sur), donde está el Ayuntamiento de Getafe, y termina en la plaza Victoria Kent del barrio de Getafe Norte (extremo norte). Tiene una longitud de 2,25 km y un total de 149 parcelas. 
Esta calle fue, antes de existir la ciudad, parte del camino real que unía las ciudades de Madrid y Toledo. En torno a esta parte del camino se originó Getafe en el siglo XIV, por lo que esta calle es el eje vertebrador del crecimiento urbano de la ciudad. Este viario tiene una parte peatonal que va desde la plaza de la Constitución hasta la plaza del General Palacios. Desde esta segunda plaza hasta la intersección con la calle Pizarro, el acceso a vehículos está restringido a residentes y urgencias. 
La calle Madrid es también el eje comercial más importante de la ciudad. Esto es debido a su céntrica situación y a que la mitad de su recorrido es peatonal. Hay edificios importantes que se encuentran en este viario, como es el Ayuntamiento de Getafe, el Hospitalillo de San José (retranqueado), la Universidad Carlos III y la Residencia de estudiantes Fernando de los Ríos. La calle Madrid forma parte de un eje del que forma parte también la calle Toledo, la cual comienza en la plaza de la Constitución y se extiende hacia el sur hasta el barrio de San Isidro. Esta calle también pertenecía al antiguo camino real Madrid-Toledo.

## Enlaces externos

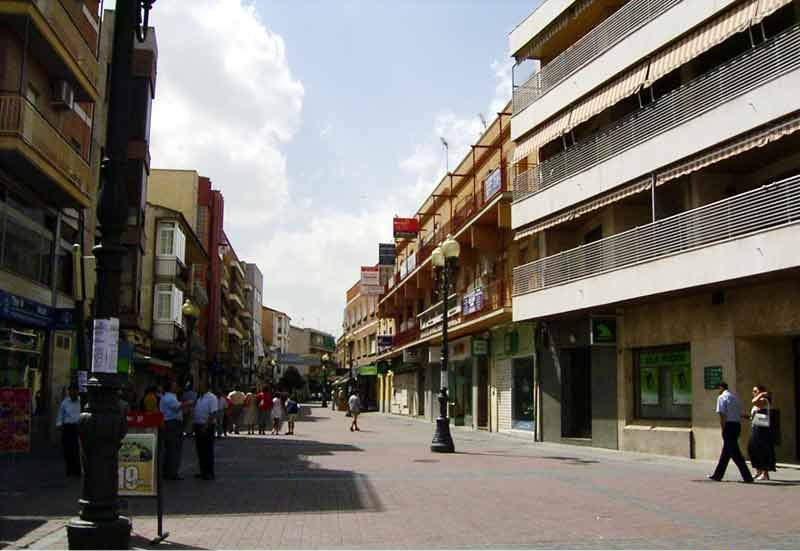
Tramo peatonal de la calle Madrid visto desde la plaza del General Palacios.